# 2019年2月朝美首腦會談
2019年朝美首腦會談（英語：2019 North Korea–United States summit，朝鲜语：／）又稱為第二次朝美首腦會談（英語：Second North Korea–United States summit，朝鲜语：／），以及第二次特金會、川金二會，由美國總統當勞·特朗普與朝鮮勞動黨委員長兼朝鲜国务委员会委员长金正恩於2019年2月27日至28日在越南河内會面。這是二人繼去年高峰會後再次舉行面談，以探討朝鮮半島無核化的實行方式。期間，金正恩應越共中央总书记兼国家主席阮富仲邀請對越南進行正式友好訪問。美國總統川普也在訪越期間與越南舉行雙邊會談，在此次峰會前還與越共中央總書記阮富仲共進午餐。儘管這次的會談在友好的氣氛下舉行，然而兩國因未能就解除制裁達成共識，最終談判破局。

## 背景

### 落實會談

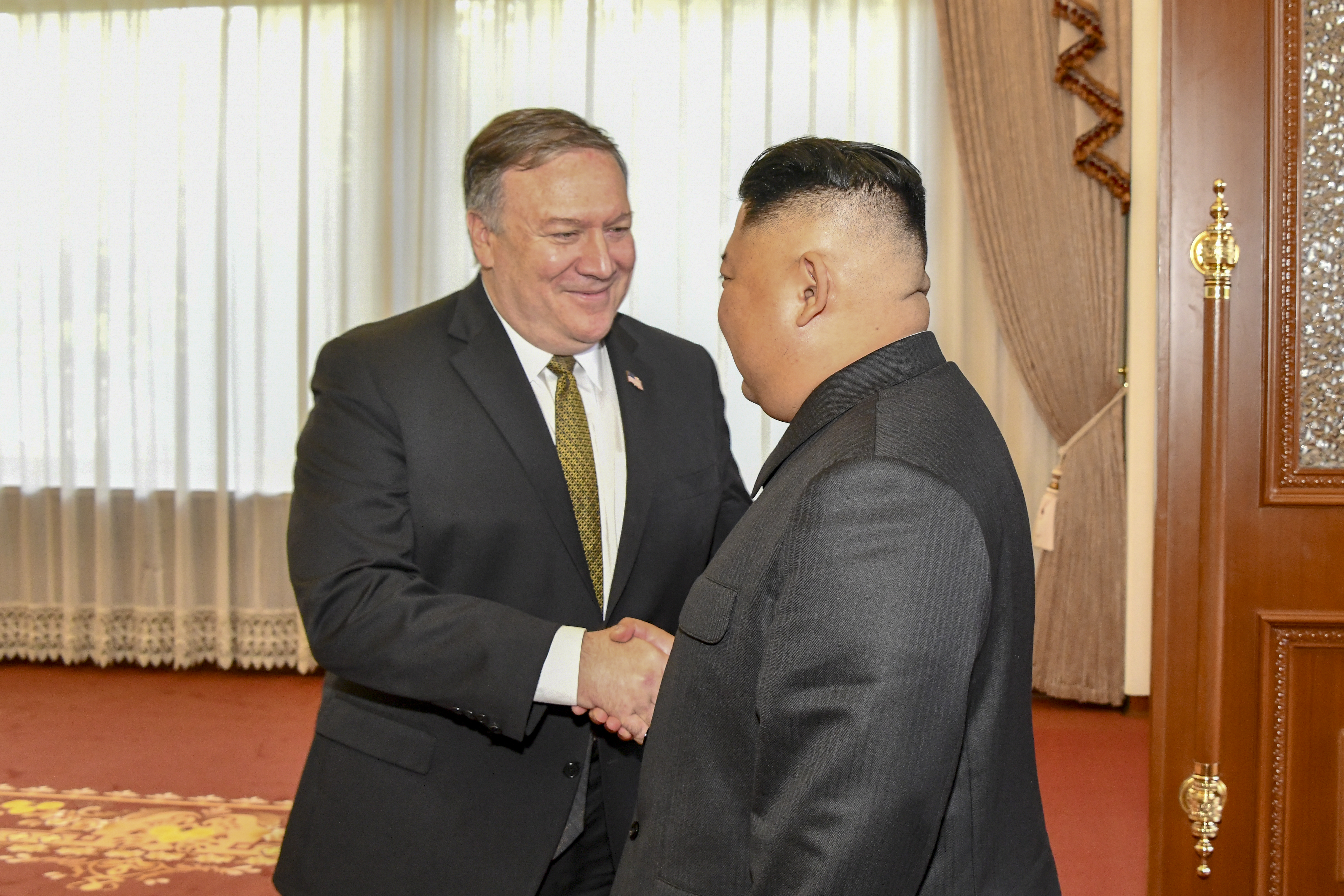
美國國務卿邁克·蓬佩奧與朝鮮勞動黨委員長金正恩在平壤會面

美國總統當勞·特朗普與朝鲜劳动党委员长兼国务委员会委员长金正恩於2018年6月12日舉行首腦會談，並簽署《朝美峰會聯合聲明》，朝鮮承諾會為實現朝鮮半島完全無核化作出努力。然而，美國還是在隨後對朝鮮進行制裁，這讓朝鮮感到不滿，朝鮮中央通訊社於同年10月20日發表社評指華府用「兩張面孔」對待朝鮮﹕一方面標榜朝美關係進展，另一方面實行制裁，是缺乏信義和表裏不一。2019年元旦，金正恩發表新年講話，強調在新的一年朝鮮將「不再生產核武器，也不進行核子試驗，不使用和不擴散核武器」，又指美國只要「採取可信賴的措施」兩國的關係則會進展得更快。同日，特朗普在Twitter中表示期待與金正恩的會面。
1月8日，朝鮮勞動黨委員長金正恩與夫人李雪主到訪北京並與中共中央总书记习近平會面，被認為是就日後的朝美首腦會談交換意見。一星期後，韓國傳媒報導金正恩的親信、朝鮮勞動黨中央委員會副委員長金英哲從北京搭機飛往華盛頓特區，被解讀為與美國國務卿邁克·蓬佩奧面談，商討第二次朝美首腦會談事宜。來到華盛頓特區後，金英哲先後與蓬佩奧和特朗普和進行一整天的會談，又把金正恩的親筆信轉交給特朗普。隨後，白宮發言人莎拉·桑德斯發佈第二次朝美首腦會談將於今年2月底舉行的消息，但未有交代具體日期和地點。

### 選擇會談地點

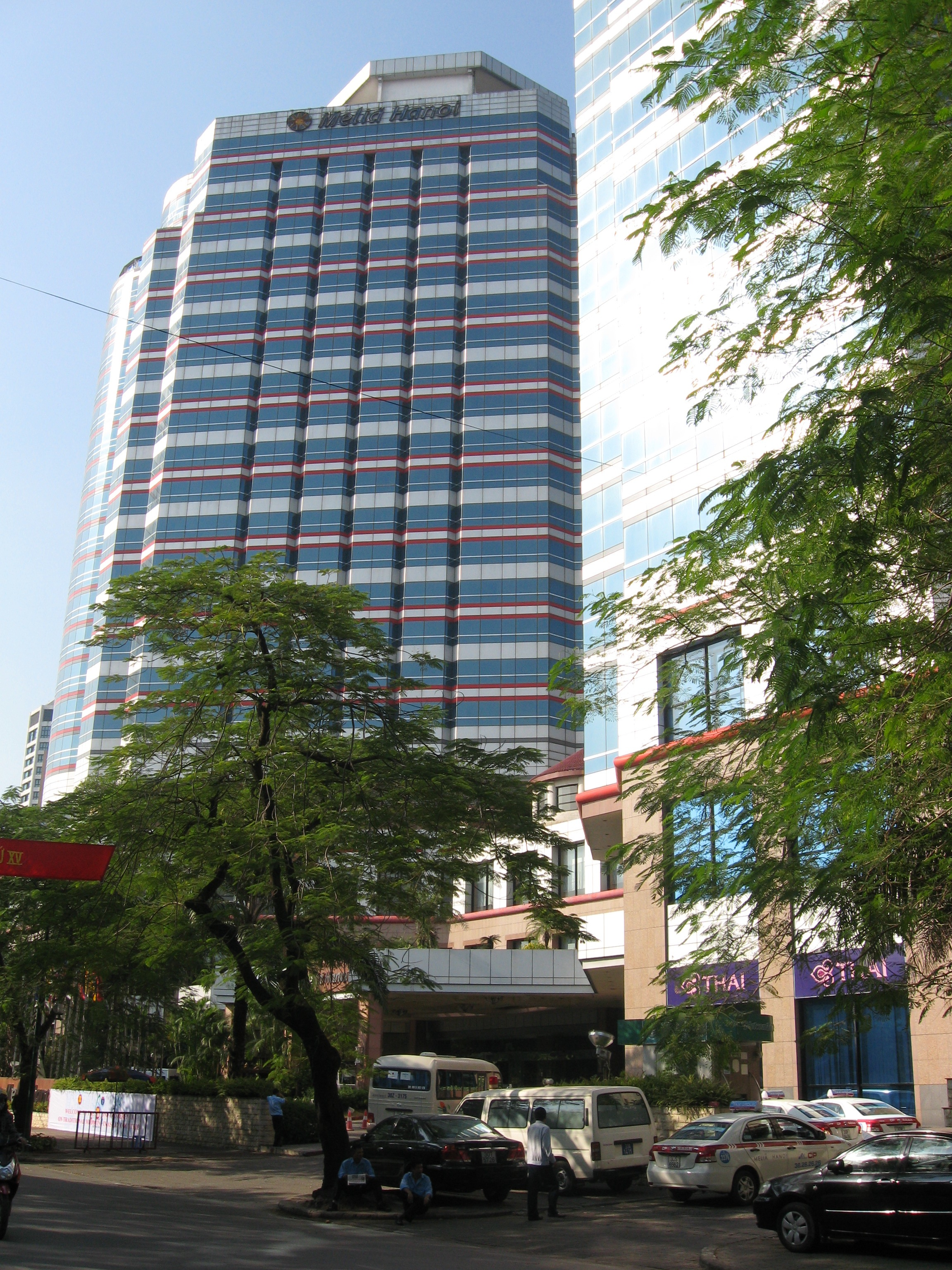
此次金正恩下榻的河内美利亚酒店

分析認為越南是這次會談的主辦地點。彭博新聞社認為作為社會主義國家的越南與朝鮮和美國均保持友好關係，加上越南與朝鮮距離較近，平壤的飛機有能力來到當地，不需要像第一次會談般需要向中國租借中國政府專機，故相信首腦會談將在越南首都河內進行。美國引述消息指除越南外，印尼、夏威夷、蒙古以及板門店也在考慮範圍內，而上次會談的舉辦地點新加坡以及中立國瑞士已被排除。美國時間1月19日，特朗普在白宮接受訪問時指兩國已「選擇了一個國家，但會在稍後才公佈」。1月31日，蓬佩奧指會談已鎖定在某亞洲國家。翌日，特朗普表示將於下星期公佈會談的具體時間和地點，並相信大部分人已猜到舉辦地點，故不認為是甚麼秘密。最終，特朗普於2019年国情咨文時宣佈會談將於2月27日至28日在越南進行，但未提及在哪個城市舉行。兩日後，他表示會談的舉辦地點為河內。

### 準備會談
為籌備首腦會談，朝鮮外務省副相崔善姬與美國國務院對北政策特別代表史蒂芬·比根於1月19日起舉行為期4天的面談，地點是瑞典首都斯德哥爾摩。2月11日，即美國公佈會談的具體日期和舉辦地點後，越南宣佈副總理兼外交部長范平明會在2月12日至14日訪問平壤，與朝鮮外務省外務相李勇浩會面，為首腦會談作準備。接著，朝鮮國務委員會部長兼金正恩秘書室室長金昌善於2月16日抵達河內，為會談的禮賓和保安等事宜與美方代表協商。另一方面，大韓民國總統文在寅於2月19日晚上致電特朗普，就會談「進行了廣泛而開誠佈公的討論」。2月22日，大韓民國外交部韓半島和平交涉本部長李度勳來到河內與史蒂芬·比根見面，就會談策略展開協調。此外，平壤和華盛頓在會談前分別釋出善意，朝鮮勞動黨機關報《勞動新聞》於2月13日發表文章讚揚金正恩實現無核化的決心﹔特朗普則在一星期後強調「不著急」於逼使朝鮮實行無核化。
2月24日，朝鮮首先公佈代表團名單。接著，美國也在兩日後提交代表團名單：
| 美国代表團成員 - 美國國務卿邁克·蓬佩奧 - 總統國家安全事務助理約翰·波頓 - 白宮辦公廳主任麥克·馬瓦尼 - 白宮高級政策顧問斯蒂芬·米勒 - 白宮發言人莎拉·桑德斯 - 白宮副發言人霍根·吉德利 - 白宮社交媒體局長丹·斯卡維諾 | 代表團成員﹕ - 朝鮮勞動黨中央委員會副委員長兼統戰部長金英哲 - 朝鮮勞動黨中央委員會副委員長兼國際部長李洙墉 - 朝鮮勞動黨中央委員會副委員長金平海 - 朝鮮勞動黨中央委員會副委員長吳秀容 - 外務相李勇浩 - 人民武力相努光鐵 - 朝鮮勞動黨中央宣傳部副部長金與正 - 外務省副相崔善姬 |

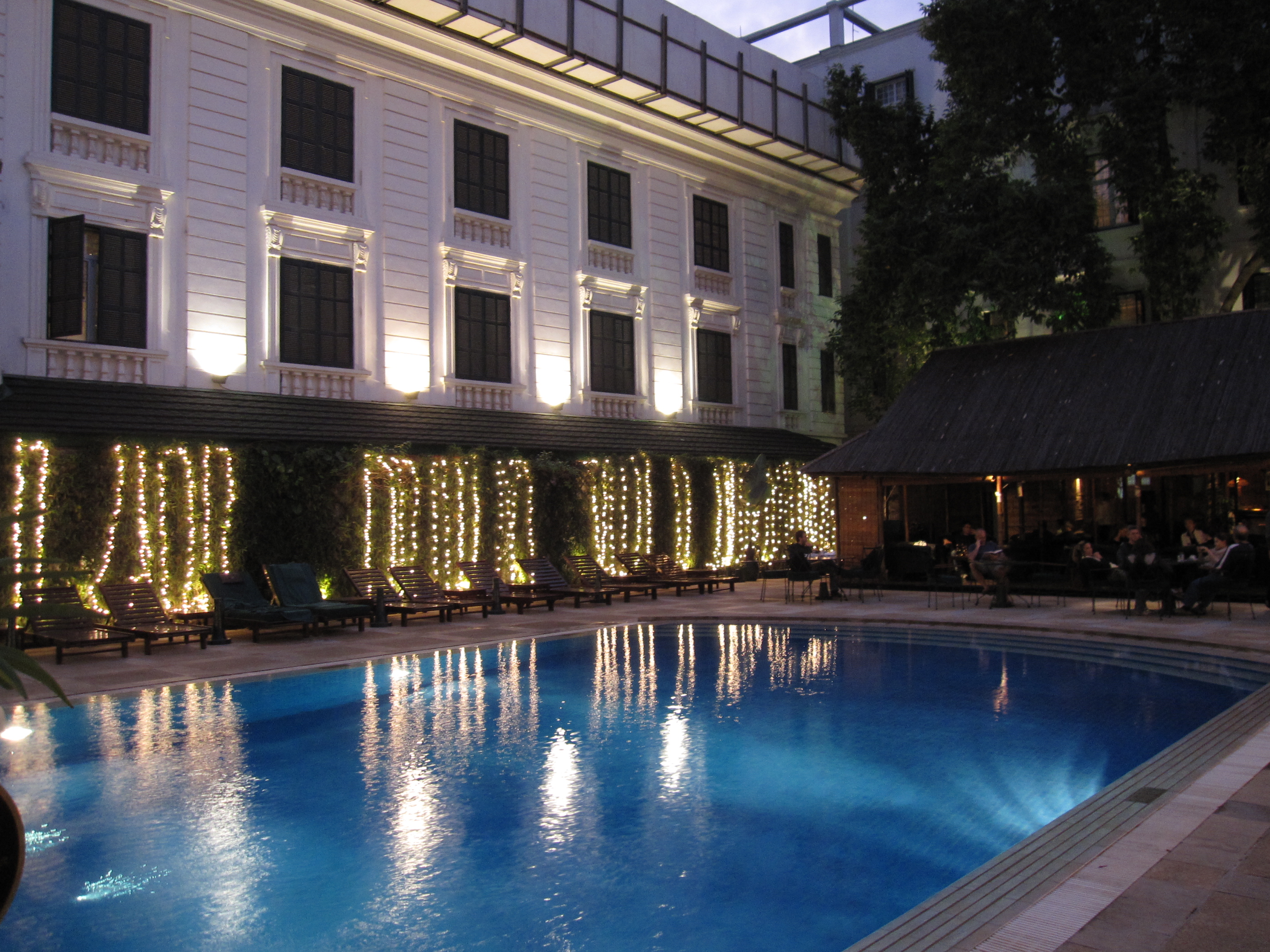
河內索菲特大都市飯店，特金二會舉行的地點

與上次首腦會談相比，朝鮮此次的正式隨行人員多了兩人﹕新增負責人事的金平海和經濟的吳秀容。美國方面，被視為鷹派的總統國家安全事務助理約翰·波頓這次並不在代表團名單之中。據白宮解釋，他因處理委內瑞拉總統地位危機而未能出席是次會談。

## 正式會談

### 會談前夕
金正恩與代表團成員於2月23日下午5時乘坐火車由平壤出發，朝鮮勞動黨中央政治局常委金永南、崔龍海、朴奉珠送行。當晚9時30分跨越中朝边界鴨綠江上的中朝友谊桥進入丹東市。24日下午1時通過天津站，但並未到北京拜會中共中央總書記兼国家主席習近平，而是直接經由津霸铁路、霸徐铁路、京廣鐵路、湘桂铁路向南，25日抵達河南省鄭州市，26日凌晨抵达广西壮族自治区南宁市。在南宁停靠期间，日本TBS电视台记者拍下了金正恩在站台抽烟的过程。越南時間26日上午8時20分左右，火車抵達中越邊境車站同登站。金正恩和代表團離開該國際列車，獲越共中央政治局委員、中央宣教部长武文賞和越南政府辦公廳主任梅進勇迎接，隨後乘坐專車前住河內。上午10時20分，金正恩等人來到河內，然後下榻河內美利亞酒店。下午5時，金正恩拜訪朝鮮駐越南使館，在這兒逗留約一小時後返回酒店。特朗普則在同日晚上9時左右到達內排國際機場，隨即下榻萬豪JW酒店。另一方面，美國國務卿邁克·蓬佩奧在當天與越南政府副總理兼外交部長范平明會見，以感謝該國舉辦此次首腦會談。

### 第一天

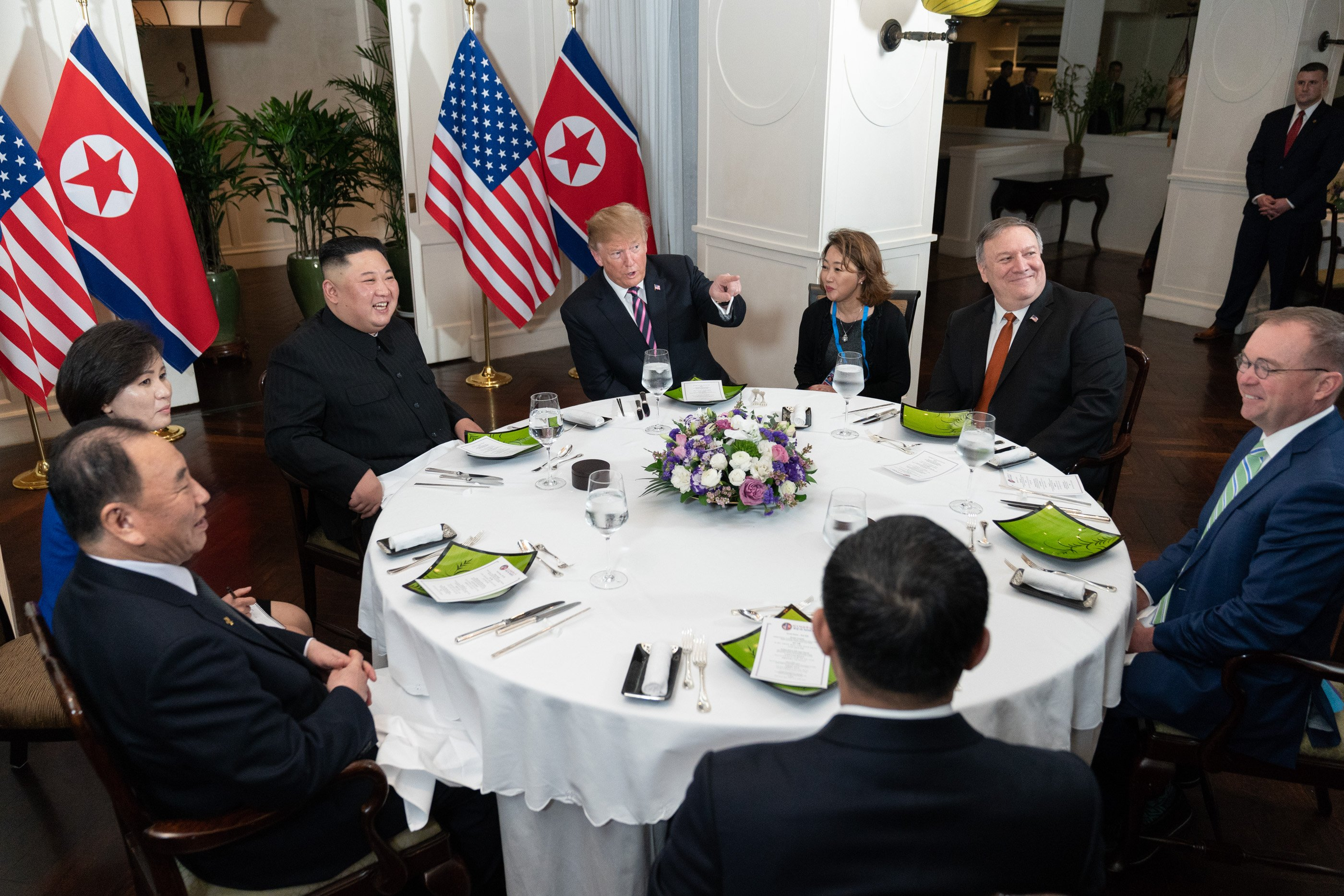
美國總統特朗普和朝鮮勞動黨委員長金正恩及其代表團共晉晚餐

2月27日的正式會談在晚上才正式展開，因此兩國代表團在此前各自出席不同的活動。朝鮮勞動黨中央委員會副委員長吳秀容和金平海等先後到訪海防市和下龍灣，考察其汽車工業和旅遊業的運作。美國總統特朗普則會見越共中央總書記兼國家主席阮富仲，並指越南能成為朝鮮的學習榜樣。此外兩方還在此次機會下簽訂了貿易訂單，越方購買了百架美國的客機。
晚上6時半，金正恩和特朗普於河內索菲特大都市飯店進行單獨會面。會面前金正恩對記者表示敵對的舊慣例擋住我們的道路，然而他們最終克服這次並在新加坡後再次會晤。特朗普稱第一次的會談「非常成功」，但他希望此次的會談能帶來更大的結果。同時，他認為朝鮮是擁有強大的潛力，故期待看到該國經濟繁榮的過程。接著，二人正式進行非公開的單獨會面，兩國並未有透露其內容。
晚上7時10分左右，兩國代表團享用晚飯，伴同金正恩的包括金英哲、李勇浩以及翻譯申惠英﹔特朗普的身邊的是邁克·蓬佩奧、麥克·馬瓦尼和翻譯李淵向。韓聯社報導，與上次會談緊張的氣氛相比，這次兩國領導在晚宴期間表現輕鬆，不時交談和開玩笑。此次晚宴原計劃持續1小時30分，但最終時間比原定長了13分鐘。隨後，兩國代表團離開並返回入住的酒店。

### 第二天

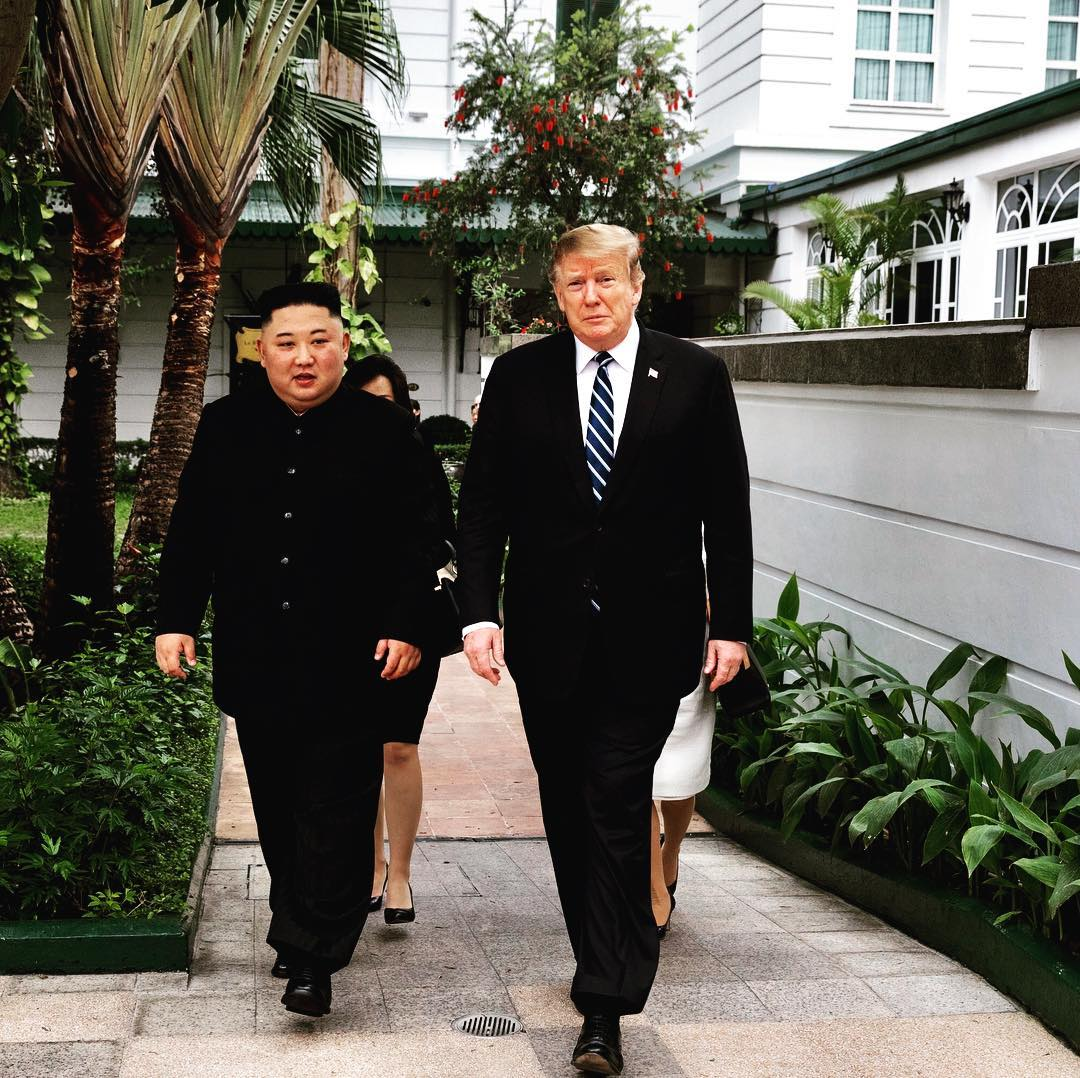
美國總統特朗普和朝鮮勞動黨委員長金正恩一同前往索菲特大都市飯店，準備一對一單獨會談

2月28日首先举行第二次单独会谈。上午8时56分，金正恩和特朗普分别抵达索菲特大都市酒店，比原来约定的9时早了4分钟。金正恩向记者强调会「竭尽全力地」进行对话，以取得理想的成果；特朗普则相信会有「好事」发生。之后，二人正式进行历时30分的闭门单独会谈。上午9时35分，二人结束单独会谈后步出酒店的中央庭园，并在无须翻译的情况下继续交谈，参与的还有金永哲和迈克·蓬佩奥。不久后，两国进行扩大会谈，代表朝鲜的除了金正恩外还有金英哲和李勇浩，美国代表则有特朗普、迈克·蓬佩奥、麦克·马瓦尼以及原来表示未克出席的约翰·波顿。在扩大会谈展开前，金正恩被《华盛顿邮报》记者问到有否信心能与特朗普达成共识时，他回应现正下结论「言之尚早」，但同时指「从直觉以看，会得到好的结果」。这是金正恩自上台以后首次在正式场合回答外国记者的提问。接著，金正恩再被问及会否实行无核化时，他指如果没有此意愿就不会来这儿。
但在扩大会谈之后，金正恩和川普取消共进午餐，且皆离开会场返回各自下榻的饭店，提前结束此次会谈。白宫发言人莎拉·桑德斯于下午1时30分宣布「两国此次没有达成协议」，但同时表示美方期待再次与朝鲜会晤。特朗普接著在记者会上解释朝鲜要求全面解除制裁，但双方在去核议题上的想法有所歧见，故只好「离开会场」；但同时他补充两国是在「愉快的气氛离开」，并相信美国与朝鲜已建立了良好的关系，类似的首脑会谈将继续进行。

## 後續和影響

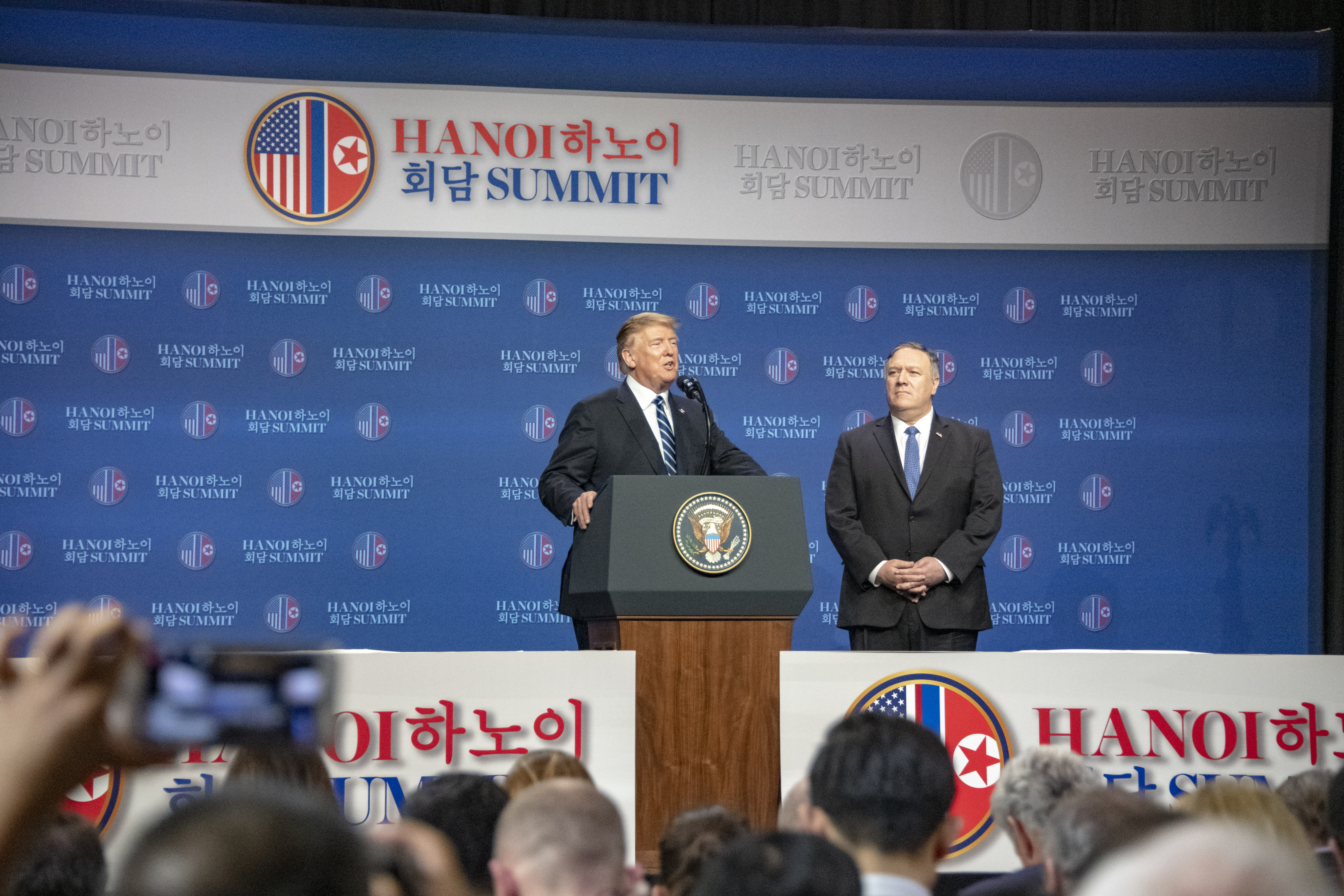
美國總統特朗普和國務卿蓬佩奧在峰會後的新聞發布會上

談判破裂後，特朗普立即致電韓國總統文在寅。在這25分鐘的通話中，特朗普說明談判破裂的過程，又指出今後會繼續與朝鮮對話。同時，特朗普希望文在寅能與金正恩盡快對話，以發揮斡旋作用。儘管簽約不成，川普仍認為「川金二會」富有成效，並指出金正恩向他承諾不會進一步測試導彈。另一方面，美國國務卿邁克·蓬佩奧被記者問到現時朝鮮和美國的情況時表示目前兩國並未約定見面，但他相信「在不久以後」雙方會再次展開對話。為緩解緊張局勢，韓美雙方於3月3日決定停止「關鍵決斷」和「鷂鷹」的聯合軍演。
在會談結束後，特朗普隨即乘坐空軍一號回國，金正恩則繼續留在河內與越南進行國事訪問，是繼金日成後55年來第一位訪問越南的北韓領導人。與此同時，朝鲜外务省副相李吉成來到中国，向中方通报朝美领导人会谈的情况。中国国务委员兼外交部长王毅表示，“双方谈判已经进入深水区，难免会遇到这样那样的困难”，“希望双方坚定信念，保持耐心，继续对话，相向而行，朝着既定目标做出不懈努力。中国也愿继续为此发挥建设性作用”。3月1日凌晨，朝鮮外務相李勇浩舉行記者會，回應前一日川普指稱朝鲜要求全面解除制裁的說法，表示朝鲜沒有要求美方全面解除制裁，而是妨礙民用經濟和人民生活的部分制裁專案。同時，他強調解除妨礙民生的制裁專案是朝鮮「原則性的立場」，今後美方如再次提出協商，他們的立場還是一樣。接著，金正恩和代表團成員於3月2日結束越南的訪問，乘坐火車回國，並在3月5日凌晨抵達平壤，途中並沒有如外界预料地在北京停留與習近平會面。
另外，會談原來在友好的氣氛下舉行，至第二天下午談判終告破裂，令南韓的金融市場發生衝擊。韓國綜合股價指數較前一個交易日下降39.35點，以2195.44點收盤。科斯達克指數也下跌20.91點，以731.25點收盤。韓元對美元匯率也由前一天的124.7兌11跌至118.11。
在美朝领导人之间的谈判结束两天后，卫星图像拍攝到朝鲜正在重建其承诺拆除的西海衛星發射基地；而在同年3月22日，朝鲜撤离位于开城的韩朝共同联络事务所，显示半岛进程有所倒退，但3月25日又有部分朝鲜人员再次入驻开城朝韩联络办公室。
2019年5月31日，据多家媒体引述韩国《朝鲜日报》的消息，因朝美核谈判失败，朝鲜的朝核问题高级谈判代表、曾出访美国与特朗普会面的特使金赫哲被处决。报道还称，另有四名朝鲜外务省官员也遭处决，而负责对美谈判的朝鲜劳动党中央副委员长金英哲、女谈判代表金成慧及一名在峰会中“翻译出错”的翻译送入劳改营。但上述消息的真实性尚未得到确认。朝鲜官媒目前未有相关报道，而韩国政府对此也拒绝置评。而后在同年6月3日朝鲜媒体的报道中，金英哲陪同金正恩一同观看了演出。

## 報導和採訪
這次會談的媒體中心設在河內市中心的越南國家會議中心。為方便南韓記者工作，大韓民國駐越南使館向越南政府要求於媒體中心內專設南韓新聞中心，得到越南政府總理阮春福的同意，是唯一一個擁有專用新聞中心的國家。最終，這次會談共吸引3000名來自近40國家和地區的200多家新聞媒體的記者前來媒體中心採訪。

### 朝鮮
朝鮮於白宮公佈舉辦會談後並未有即時向國民宣告此消息。直至1月24日，朝鮮中央通訊社才報導朝鮮勞動黨中央委員會副委員長金英哲從華盛頓回國後向金正恩匯報會談準備進度的消息。然而，此消息並未發佈於《勞動新聞》和朝鮮中央電視台。2月24日起，朝鮮的宣傳機關開始大篇幅地報導有關會談的事。《勞動新聞》和朝鮮中央電視台於當天報導金正恩與一眾代表團成員於平壤車站乘坐列車往河內出席會談。翌日，《勞動新聞》用了6版中的4版講述金正恩將和越南進行國事訪問及出席會談，形容此行是「愛國獻身大長征」並使「整個國家沉浸在巨大的激情之中」。2月27日，《勞動新聞》繼續用4版和18張相片講述金正恩來到越南的情況及其準備會談的工作。此外，報章還向民眾介紹了越南經濟改革的成果。朝鮮中央電視台則播出金正恩當天於越南的活動及其在同登站得到當地民眾歡迎的畫面。
2月28日，《勞動新聞》再次用6版中的4版及17張相片講述晚宴過程。報導指兩國領袖「渴望結束對立和反目的惡性循環，順應新到來的和平繁榮時代」，又云兩國代表團「親切地圍坐在圓桌旁，在其樂融融的氛圍中進行了晚宴」並且「交換了真摯和深入的意見」。次日，儘管失敗告終，官媒還是對會談和朝美關係作出肯定。朝鮮中央通訊社寫道﹕「兩國首腦一致認為，從根本上轉變持續數十年的不信任和敵對關係是具有重大意義」，而雙方在此次會談進行了「建設性、開誠佈公的交流」，總結在開啟兩國關係的過程中難免會遇到困難，但只要共同克服困難的話則能實現「劃時代的發展」。3月6日，即會談結束後的第6天，朝鮮中央電視台播出名為《金正恩同志對越南社會主義共和國進行正式友好訪問》的紀錄片。該片長75分鐘，講述金正恩與特朗普的會面過程以及對越南進行國事訪問的經過。在提及朝美會談時，旁白稱兩國元首「在相互承認和尊重的原則下」協商和解決問題，令彼此的關係「邁向一步」。儘管如此，片中並未有提及會談未能取得任何共識。

### 美國

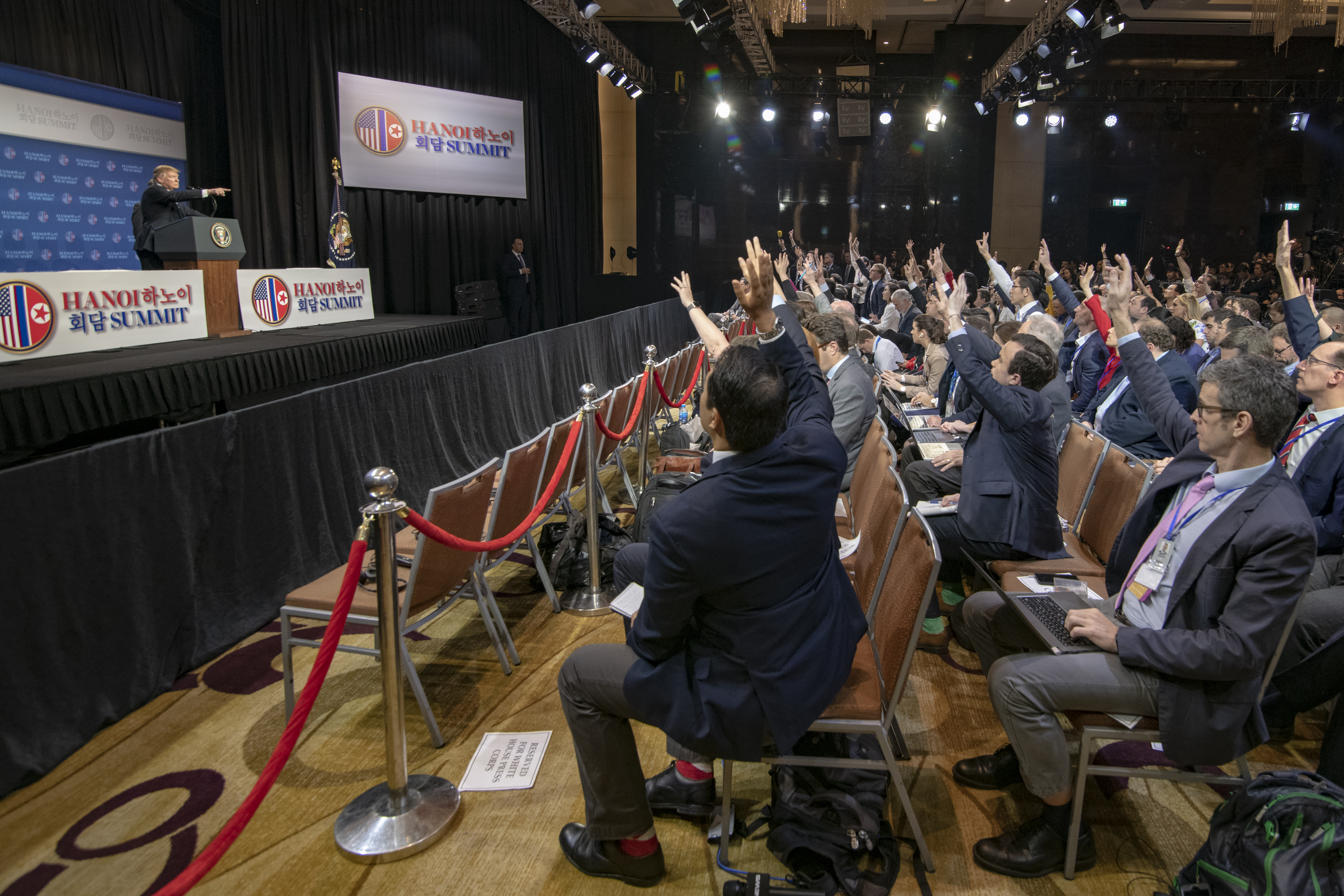
記者向特朗普發問有關會談的情況

在美國，隨著會談的來臨，傳媒陸續探討其前景。《華爾街日報》認為特朗普和金正恩的談判輪廓已經大體顯現，問題是兩人最終能否達成協議。《NBC新聞》指白宮在會談前突然表示不急於逼使朝鮮推行無核化，擺出期待值的姿態，令人擔憂。《紐約時報》相信美國會通過經濟發展來引導朝鮮放棄核武，但這只意味平壤能利用經濟製造更大的核威脅。在首日會談結束後，傳媒把焦點放在兩國領袖的友好並期盼談判能獲得實質成果。《華盛頓郵報》報導二人親密的個人關係能在談判發揮橋樑作用。《華爾街日報》指從晚宴中看到二人關係友好，故相信這會對朝鮮放棄核武起到作用。

## 評論

### 朝鮮半島
會談在友好的氣氛下舉行突然終告失敗令南韓感到震驚。青瓦台發言人金宜謙於會談第二日談判破裂前的例行記者會中表示對會談的成果「懷著期待的心情」。然而，隨著會談破裂的消息傳出後，青瓦台拒絕回覆記者的提問，僅強調在正了解事情的最新動態。最終，青瓦台對會談未能達成協議感到「很遺憾」，但期待朝鮮和美國能在此次會談的討論基礎上繼續在多個層面進行對話。執政共同民主黨發言人洪翼杓對未能簽署共同文件表示遺憾，但相信朝鮮和美國的關係不會就此惡化。自由韓國黨「惋惜」會談在在沒有任何協定和進展的情況下破裂化。民主和平党認為談判破裂只是「陣痛」，正確未來黨在表示遺憾的同時指出「值得慶幸的」是美國沒有對朝鮮表明敵對立場，故類似的會談有可能繼續進行。

### 國際
朝鮮半島的周邊國家對談判破裂立場不一。中華人民共和國外交部發言人陸慷表示朝鮮半島局勢過去一年出現重大變化，因此中國希望朝鮮和美國能維持對話，以促進半島的和平。日本內閣總理大臣安倍晉三支持美國的行動﹕「在實現韓半島無核化下，美方不應讓步」。俄羅斯認為朝鮮和美國均沒有表明中斷往後的會談，故肯定兩國的關係；同時俄羅斯分析兩國步伐不一是令這次會談失敗的原因。中華民國總統蔡英文於2019年3月1日在臉書上表示，對於朝鮮半島的情勢，台灣作為區域間一員，將會繼續與相關國家強化溝通、對話，並持續與國際社會合作，共同致力於區域穩定與和平。國際組織多抱樂觀態度；聯合國秘書長安東尼奧·古特雷斯指這次會談是一場「勇敢的外交」，不論結果如何他還是希望看到兩國保持對話。歐盟認為朝鮮核問題是相當複雜的，並不可能一朝一夕解決，並鼓勵繼續通過外交途徑解決這問題。

## 資料來源
1. 1 2  . 조선신보.   [2019-04-23]. （原始内容存档于2019-04-23）.
2. 1 2 3  . 韓聯社. 2019-01-19  [2019-01-19]. （原始内容存档于2018-09-08） （韩语）.
3. ↑  . 新華網. 2019-02-24  [2019-02-24]. （原始内容存档于2019-02-25） （中文）.
4. ↑  .   [2019-03-01]. （原始内容存档于2019-03-02）.
5. 1 2  . 韩民族日报. 2019-02-28  [2019-02-28]. （原始内容存档于2018-09-08） （韩语）.
6. ↑  纽约时报. . 纽约时报. 2018-06-12  [2018-06-12]. （原始内容存档于2018-06-12）.
7. ↑  . 中央日報. 2018-10-22  [2019-01-19]. （原始内容存档于2018-09-08） （韩语）.
8. ↑  . 勞動新聞. 2019-01-01  [2019-01-19]. （原始内容存档于2018-09-08）.
9. ↑  . BBC News. 2019-01-02  [2019-01-19]. （原始内容存档于2018-06-12） （韩语）.
10. ↑  李忠发. . 新华网. 2019年1月10日  [2019年1月20日]. （原始内容存档于2019年1月20日）. 金正恩表示，我此次访华，就是希望以两国建交70周年为契机，同总书记同志就巩固朝中传统友谊、加强朝中交流合作深入交换看法，推动朝中友好关系日益巩固和发展。
11. ↑  . 朝鮮日報. 2019-01-08  [2019-01-19]. （原始内容存档于2018-06-12） （韩语）.
12. ↑  . 韓民族日報. 2019-01-17  [2019-01-19]. （原始内容存档于2018-09-08） （韩语）.
13. ↑  . 韓聯社. 2019-01-19  [2019-01-19]. （原始内容存档于2018-09-08） （韩语）.
14. ↑  . The Straits Times. 2019-01-07  [2019-01-19]. （原始内容存档于2018-09-08）.
15. ↑  . 統一新聞. 2019-01-04  [2019-01-19]. （原始内容存档于2018-09-08） （韩语）.
16. ↑  . 韓聯社. 2019-01-20  [2019-01-20]. （原始内容存档于2018-09-08） （韩语）.
17. ↑  . 韓聯社. 2019-01-31  [2019-01-31]. （原始内容存档于2018-09-08） （韩语）.
18. ↑  . 韓聯社. 2019-02-01  [2019-02-01]. （原始内容存档于2018-09-08） （韩语）.
19. ↑  . 韓民族日報. 2019-02-06  [2019-02-06]. （原始内容存档于2018-09-08） （韩语）.
20. ↑  . CNBC. 2019-02-09  [2019-02-09]. （原始内容存档于2018-09-08） （英语）.
21. ↑  . 韓聯社. 2019-01-20  [2019-01-20]. （原始内容存档于2018-09-08） （韩语）.
22. ↑  . NK News. 2019-02-11  [2019-02-11]. （原始内容存档于2018-09-08） （英语）.
23. ↑  . 韓聯社. 2019-02-16  [2019-02-16]. （原始内容存档于2018-09-08） （韩语）.
24. ↑  . 韓聯社. 2019-02-22  [2019-02-22]. （原始内容存档于2018-09-08） （韩语）.
25. ↑  . 韓民族日報. 2019-02-20  [2019-02-20]. （原始内容存档于2018-09-08） （韩语）.
26. ↑  . 韓聯社. 2019-02-22  [2019-02-23]. （原始内容存档于2018-09-08） （韩语）.
27. ↑  . 韓聯社. 2019-02-20  [2019-02-20]. （原始内容存档于2018-09-08） （韩语）.
28. 1 2 3  . 勞動新聞. 2019-02-24  [2019-02-24]. （原始内容存档于2018-09-08）.
29. ↑  . 韓聯社. 2019-02-26  [2019-02-26]. （原始内容存档于2018-09-08） （韩语）.
30. ↑  . 韓民族日報. 2019-02-24  [2019-02-24]. （原始内容存档于2018-09-08） （韩语）.
31. 1 2  . 韓民族日報. 2019-02-26  [2019-02-27]. （原始内容存档于2018-09-08） （韩语）.
32. 1 2  . 韓聯社. 2019-02-26  [2019-02-26]. （原始内容存档于2018-09-08） （韩语）.
33. ↑  . 韓民族日報. 2019-02-26  [2019-02-26]. （原始内容存档于2018-09-08） （韩语）.
34. ↑  . 韓聯社. 2019-02-26  [2019-02-26]. （原始内容存档于2018-09-08） （韩语）.
35. ↑  . 韓聯社. 2019-02-27  [2019-02-27]. （原始内容存档于2018-09-08） （韩语）.
36. ↑  . 韓聯社. 2019-02-26  [2019-02-27]. （原始内容存档于2018-09-08） （韩语）.
37. ↑  . 韓聯社. 2019-02-27  [2019-02-27]. （原始内容存档于2018-09-08） （韩语）.
38. ↑  . 韓民族日報. 2019-02-27  [2019-02-27]. （原始内容存档于2018-09-08） （韩语）.
39. ↑  .   [2019-03-01]. （原始内容存档于2019-02-28）.
40. 1 2 3  . 韓民族日報. 2019-02-27  [2019-02-27]. （原始内容存档于2018-09-08） （韩语）.
41. 1 2  . 韓聯社. 2019-02-27  [2019-02-27]. （原始内容存档于2018-09-08） （韩语）.
42. ↑  . 韓民族日報. 2019-02-27  [2019-02-27]. （原始内容存档于2018-09-08） （韩语）.
43. ↑  . 韩民族日报. 2019-02-28  [2019-02-28]. （原始内容存档于2018-09-08） （韩语）.
44. ↑  . 韩联社. 2019-02-28  [2019-02-28]. （原始内容存档于2018-09-08） （韩语）.
45. ↑  . 韩联社. 2019-02-28  [2019-02-28]. （原始内容存档于2018-09-08） （韩语）.
46. ↑  . 韩民族日报. 2019-02-28  [2019-02-28]. （原始内容存档于2018-09-08） （韩语）.
47. 1 2  . 韩民族日报. 2019-02-28  [2019-02-28]. （原始内容存档于2018-09-08） （韩语）.
48. ↑  . 韩联社. 2019-02-28  [2019-02-28]. （原始内容存档于2018-09-08） （韩语）.
49. ↑  . 韩民族日报. 2019-02-28  [2019-02-28]. （原始内容存档于2018-09-08） （韩语）.
50. ↑  . 韩民族日报. 2019-02-28  [2019-02-28]. （原始内容存档于2018-09-08） （韩语）.
51. ↑  . 韩民族日报. 2019-02-28  [2019-02-28]. （原始内容存档于2018-09-08） （韩语）.
52. 1 2  . 韓聯社. 2019-02-28  [2019-02-28]. （原始内容存档于2018-09-08） （韩语）.
53. ↑  . NK News. 2019-02-28  [2019-03-01]. （原始内容存档于2018-09-08） （英语）.
54. ↑  . 韓聯社. 2019-03-03  [2019-03-11]. （原始内容存档于2018-09-08） （韩语）.
55. ↑  . 韓聯社. 2019-03-02  [2019-03-11]. （原始内容存档于2018-09-08） （韩语）.
56. 1 2  吕栋. . 观察者网. 上海.   [2019-02-28]. （原始内容存档于2019-03-01） （中文）.
57. 1 2  . 韓聯社. 2019-03-01  [2019-03-01]. （原始内容存档于2018-09-08） （韩语）.
58. ↑  . 韓聯社. 2019-03-05  [2019-03-11]. （原始内容存档于2018-09-08） （韩语）.
59. 1 2 3  . 韓聯社. 2019-02-28  [2019-02-28]. （原始内容存档于2018-09-08） （韩语）.
60. ↑  .   [2019-03-07]. （原始内容存档于2019-04-10）.
61. ↑  .   [2019-03-22]. （原始内容存档于2019-03-22）.
62. ↑  .   [2019-03-25]. （原始内容存档于2019-05-02）.
63. ↑  . 纽约时报中文网. 2019-05-31  [2019-05-31]. （原始内容存档于2019-05-31）.
64. ↑  . 路透社. 2019-05-31  [2019-05-31]. （原始内容存档于2019-05-31）.
65. ↑  . 劳动新闻. 2019-06-03  [2019-06-03]. （原始内容存档于2019-06-03）.
66. ↑  . NHK. 2019-02-23  [2019-02-23]. （原始内容存档于2018-09-08） （英语）.
67. ↑  . 韓聯社. 2019-02-21  [2019-02-21]. （原始内容存档于2018-09-08） （韩语）.
68. ↑  . 西貢解放日報. 2019-02-26  [2019-02-27]. （原始内容存档于2018-09-08） （中文）.
69. 1 2  . 韓聯社. 2019-01-24  [2019-01-24]. （原始内容存档于2018-09-08） （韩语）.
70. ↑  ". NK News. 2019-02-26  [2019-02-26]. （原始内容存档于2018-09-08） （英语）.
71. ↑  . 韓民族日報社. 2019-02-25  [2019-02-25]. （原始内容存档于2018-09-08） （韩语）.
72. 1 2  . Daily NK. 2019-02-27  [2019-02-27]. （原始内容存档于2018-09-08） （韩语）.
73. ↑  . NK News. 2019-02-28  [2019-02-28]. （原始内容存档于2019-02-28） （英语）.
74. 1 2  . 韓聯社. 2019-02-28  [2019-02-28]. （原始内容存档于2018-09-08） （韩语）.
75. ↑  . 韓聯社. 2019-03-01  [2019-03-01]. （原始内容存档于2018-09-08） （韩语）.
76. 1 2  . 韓聯社. 2019-03-07  [2019-03-11]. （原始内容存档于2018-09-08） （韩语）.
77. 1 2 3  . 韓聯社. 2019-02-26  [2019-02-26]. （原始内容存档于2018-09-08） （韩语）.
78. 1 2  . 韓聯社. 2019-02-27  [2019-02-28]. （原始内容存档于2018-09-08） （韩语）.
79. 1 2  . 韓聯社. 2019-02-28  [2019-02-28]. （原始内容存档于2018-09-08） （韩语）.
80. ↑  . 韓民族日報. 2019-02-28  [2019-02-28]. （原始内容存档于2019-02-28） （韩语）.
81. 1 2 3  . 韓聯社. 2019-02-28  [2019-02-28]. （原始内容存档于2018-09-08） （韩语）.
82. ↑  . 韓聯社. 2019-02-28  [2019-02-28]. （原始内容存档于2018-09-08） （韩语）.
83. ↑  . 韓民族日報. 2019-02-28  [2019-02-28]. （原始内容存档于2018-09-08） （韩语）.
84. 1 2  . 韓聯社. 2019-02-28  [2019-02-28]. （原始内容存档于2018-09-08） （韩语）.
85. ↑  .   [2019-03-03]. （原始内容存档于2019-03-01）.
86. 1 2  . 韓聯社. 2019-03-01  [2019-03-01]. （原始内容存档于2018-09-08） （韩语）.